# Alejandro Leguizamón
Alejandro Leguizamón (Belén de Escobar, provincia de Buenos Aires; 23 de noviembre de 1969) es un expiloto de automovilismo argentino. Desarrolló su carrera deportiva compitiendo en Turismo Nacional y en Top Race, donde participó en sus tres divisionales, Junior, Series y V6. Al mismo tiempo de competir, es director de su propia escudería, el DM Team, con la cual no solo se presentara a correr, sino también sería formador de pilotos. Durante su paso por el Top Race, fue reconocido por encabezar actividades con fines benéficos, para instituciones de los lugares a los cuales la categoría visitaba. En el año 2011 llegaría a participar en una competencia del Campeonato Mundial de Rally (WRC), en el Grupo N, al comando de un Subaru Impreza de su propia escudería, durante la visita de dicha categoría en su país. En el año 2014 anunció su retiro de la práctica profesional del automovilismo, para abocarse de lleno a su carrera política con el objetivo de postularse como precandidato a intendente de su ciudad de residencia Capitán Sarmiento, por el Frente para la Victoria. Tras su retiro, además de su trabajo político, también se dedica a impulsar la carrera deportiva de su hijo Baltazar Leguizamón, quien debutó profesionalmente en el año 2015, compitiendo en la Fórmula 4 Sudamericana.

## Biografía deportiva
La actividad de Leguizamón se iniciaría en el año 2004, dentro de la Clase 2 del Turismo Nacional, cuando debutara al comando de un Volkswagen Gol de dicha divisional. Tras unas pocas competencias en la misma, al año siguiente volvería a participar, pero en este caso al comando de un Ford Escort. En el año 2008, Legizamón revolucionaría la categoría al incursionar al comando de un Citroën C3, estrenando dicha modelo en la divisional. Con el C3 alcanzaría a realizar 6 carreras en el año 2008 y se presentaría una sola vez en el año 2009, sin embargo en esa presentación, sufriría un fuerte accidente que lo sacaría de pista por el resto del período a causa de una fractura en la pierna derecha y serias lesiones en las vértebras lumbares.
A pesar de este accidente, Leguizamón sortearía con éxito la etapa de recuperación y volvería al ruedo, pero en esta oportunidad dentro de la divisional Top Race Junior, cuando tras una serie de negociaciones con el piloto Ariel Pacho, conseguiría adquirirle una unidad Alfa Romeo 156 para hacer su debut en la mencionada categoría. Con esta unidad comenzaría a darle forma a su proyecto particular dentro de la divisional, además de hacer sus primeras armas en la misma. Sobre finales de ese año, Leguizamón prepara a su equipo con miras al año siguiente, al adquirirle al equipo Azar Motorsport la unidad Ford Mondeo II con la que Gonzalo Perlo se consagrara campeón ese año.
En 2010, Leguizamón agranda su escudería con la incursión como compañero de equipo, de Gastón Billeres, expiloto de Turismo Carretera. Este año, "Leguiza" estrena su nuevo Ford, dejándole el Alfa Romeo a Billeres. La dirección de la escudería le sería confiada a su hermano Christian Leguizamón. Asimismo, a la par de su rol de piloto, Leguizamón prepara un espacio especial en su equipo para aquellos jóvenes pilotos que deseen competir por primera vez, convirtiendo al DM Team en un equipo escuela para pilotos. En este año 2010, Leguizamón participa en los dos torneos organizados por Top Race: La Copa América 2010 y el Torneo Clausura 2010. En ambas competiciones, siempre estuvo acompañado por su compañero y amigo, Gastón Billeres. Asimismo, también participaría en importantes competencias organizadas por la categoría como ser "La Carrera de la Historia" y el Gran Premio de Interlagos. En la primera competición, Alejandro compartiría la conducción de su unidad con su hermano Christian y con Patricio Di Palma.
En el año 2011, a la par de su incursión dentro del Top Race Junior, "Leguiza" recibiría una invitación para competir en una fecha del Campeonato Argentino de Rally, donde al comando de un Subaru Impreza, participaría en una prueba no puntuable, en la categoría A6. Su desempeño en dicha carrera, lo animó a ir por más y fue así que se inscribió en el Gran Premio de la República Argentina del World Rally Championship, para competir en la categoría N4 al comando de su Subaru.
Con la reforma del parque automotor sufrida por la categoría completa en el año 2012, Alejandro Leguizamón toma una decisión importante en su carrera deportiva, al anunciar su pase a la divisional Top Race Series, que a partir de ese año pasaba a ocupar el primitivo parque automotor del Top Race V6, posicionándose como categoría intermedia entre esta y el Top Race Junior. En esta temporada iniciaría su rumbo al comando de un Volkswagen Passat V, cambiando más tarde por un Mercedes-Benz Clase C. Al mismo tiempo, el equipo se agranda con una importante incursión de pilotos en la divisional Junior, donde el equipo presentaría cinco unidades: tres Ford Mondeo II y dos Alfa Romeo 156. Este año daría inicio a una importante campaña solidaria, organizando junto a Top Race una campaña de donación de libros, para la creación de una Biblioteca popular en la localidad de Oberá, Misiones, colaborando también con la institución "Un sueño Para Misiones".
La actividad de este entusiasta piloto no se detuvo y, a mediados del año 2013, se inscribiría en la categoría TC Zonal, para coches artesanalmente preparados. Su coche fue preparado por él mismo de manera muy particular, ya que para chasis de ese vehículo, reformaría uno de sus antiguos autos de Top Race Junior, equipándolo con una unidad impulsora de un Ford Falcon.
Con el arranque del campeonato 2013 de Top Race, volvería a presentarse en la divisional Series al comando de su Mercedes-Benz, acompañado por su amigo Gastón Billeres y con las presentaciones este año de los pilotos Violeta Pernice y Juan Manuel Lorio en la misma divisional, y con Martín Coulleri haciendo su presentación al comando del Alfa Romeo 156 del Top Race Junior.
Por último, sobre finales del año 2013, Leguizamón anunciaría sus intenciones de profundizar su carrera en la política, expresando su deseo de presentarse como candidato a intendente de la localidad de Capitán Sarmiento, con miras a las elecciones del año 2015, por tal motivo, anunciaría también su alejamiento de la actividad deportiva, indicando su compromiso al 100% con su trabajo político. Sus primeras acciones de cara a esta campaña, tuvieron que ver con la creación de una agrupación para fomentar la política entre los jóvenes, con proyectos referidos al deporte y la educación, bautizando a esta agrupación como "La Dominguito", en homenaje al joven Domingo Fidel Sarmiento, capitán del Ejército Argentino fallecido en la Batalla de Curupaytí y por quien la ciudad toma su nombre.
Fue así que, en el año 2014, decidió preparar su retiro compitiendo en la máxima división del Top Race, para lo cual se presentaría a correr con un Mercedes-Benz Clase C de la divisional Top Race V6. Al mismo tiempo, el equipo continuaría participando en la divisional Top Race Series, llevando en esta oportunidad como pilotos a Gastón Billeres y Adrián Hamze.

## Trayectoria
| Año  | Categoría                               | Marca               |
| ---- | --------------------------------------- | ------------------- |
| 2004 | Clase 2 del Turismo Nacional            | Volkswagen Gol      |
| 2005 | Clase 2 del Turismo Nacional            | Ford Escort         |
| 2006 | Clase 2 del Turismo Nacional            | Ford Escort         |
| 2007 | Clase 2 del Turismo Nacional            | Volkswagen Gol      |
| 2008 | Clase 2 del Turismo Nacional            | Citroën C3          |
| 2009 | Clase 2 del Turismo Nacional            | Citroën C3          |
| 2009 | Debut en Top Race Junior                | Alfa Romeo 156      |
| 2010 | Copa América 2010 de Top Race Junior    | Ford Mondeo II      |
| 2010 | Torneo Clausura 2010 de Top Race Series | Ford Mondeo II      |
| 2011 | Top Race Series                         | Ford Mondeo II      |
| 2011 | Rally Argentino, Clase A6               | Subaru Impreza      |
| 2011 | World Rally Championship, Grupo N4      | Subaru Impreza      |
| 2012 | Top Race Series (V6)                    | Volkswagen Passat V |
| 2012 | Top Race Series (V6)                    | Mercedes-Benz C-204 |
| 2013 | Top Race Series (V6)                    | Mercedes-Benz C-204 |
| 2013 | TC Zonal                                | DM-Ford Falcon      |
| 2014 | Debut en Top Race V6                    | Mercedes-Benz C-204 |

### Trayectoria en Top Race
| Temporada            | Categoría       | Vehículo            | Equipo             | Posición final |
| -------------------- | --------------- | ------------------- | ------------------ | -------------- |
| 2009                 | Top Race Junior | Alfa Romeo 156      | DM Team            | 48 (2 puntos)  |
| Copa América 2010    | Top Race Junior | Ford Mondeo II      | DM Team Open Phone | 31 (3 puntos)  |
| Torneo Clausura 2010 | Top Race Junior | Ford Mondeo II      | DM Team Open Phone | 37 (1 punto)   |
| 2011                 | Top Race Series | Ford Mondeo II      | DM Team Open Phone | 25 (10 puntos) |
| 2012                 | Top Race Series | Volkswagen Passat V | DM Team Open Phone | 27 (13 puntos) |
| 2012                 | Top Race Series | Mercedes-Benz C-203 | DM Team Open Phone | 27 (13 puntos) |
| 2013                 | Top Race Series | Mercedes-Benz C-203 | Motorola DM Team   | 26 (4 puntos)  |
| 2014                 | Top Race V6     | Mercedes-Benz C-204 | Motorola DM Team   | 28 (1 punto)   |

- [22]